# 七里乡 (缙云县)
七里乡，是中华人民共和国浙江省丽水市缙云县下辖的一个乡镇级行政单位。

## 行政区划
七里乡下辖以下地区：
杜塘村、金弄村、竹余村、周弄村、新都村、大岩脚村、天寿村、黄村畈村、七里村、黄塘头村、大园村、型坑村、黄店村、万松村、杜村和古石村。

## 交通
- 金温铁路：缙云西站